# Phenacoccus colemani
Phenacoccus colemani är en insektsart som beskrevs av Edward MacFarlane Ehrhorn 1906.
Phenacoccus colemani ingår i släktet Phenacoccus och familjen ullsköldlöss. Inga underarter finns listade i Catalogue of Life.